# Guatteria megalophylla
Guatteria megalophylla este o specie de plante angiosperme din genul Guatteria, familia Annonaceae, descrisă de Friedrich Ludwig Diels. Conform Catalogue of Life specia Guatteria megalophylla nu are subspecii cunoscute.